# Conopholis alpina
Conopholis alpina là loài thực vật có hoa thuộc họ Cỏ chổi. Loài này được Liebm. mô tả khoa học đầu tiên năm 1847.